# Jungs bleiben Jungs
Jungs bleiben Jungs (Originaltitel: Les beaux gosses) ist eine französische Filmkomödie von Riad Sattouf aus dem Jahr 2009.

## Handlung
Der 14-jährige Hervé und sein bester Freund Camel gehören zu den unbeliebten Außenseitern ihrer Schule. Beide hatten noch nie eine Freundin und gehören auch von den Leistungen her zu dem letzten Drittel ihrer Klasse. Die einzigen Frauen, die sie kennen, sind die Unterwäschemodels aus den Katalogen, zu denen sie regelmäßig auch gemeinsam masturbieren. Hervé beobachtet zudem regelmäßig von seinem Zimmer aus eine Frau im Nachbarhaus beim Entkleiden, wenn er dabei nicht von seiner Mutter gestört wird, die ein äußerst unverkrampftes Verhältnis zur Sexualität hat und ihren Sohn so regelmäßig in unangenehme Gespräche verwickelt.
Eines Tages verletzt sich Hervé beim Schulsport schwer seine Nase und ist erstaunt, als die hübsche Aurore ihn daraufhin im Bus anspricht. Obwohl er davon ausgeht, dass sie nichts von ihm wissen will, hilft sie ihm bei seinem Aufsatz über Rapper 50 Cent und lädt ihn kurz darauf zu einer Party ein. Hervé gelingt es, Camel abzuschütteln, kann jedoch nicht verhindern, dass seine Mutter ihn auf die Feier begleitet. Am Ende kommt sie mit dem Vater eines Mitschülers zusammen. Aurore ist sich nach der Feier zwar zunächst nicht sicher, ob sie mit Hervé zusammen sein will, da sie eigentlich noch warten möchte, entscheidet sich schließlich jedoch für ihn.
Seine neuen Erfahrungen teilt Hervé mit Camel, wobei er häufig übertreibt. Nachdem Aurore Hervé aus der Wohnung geworfen hat, weil er beim Küssen schon einen Samenerguss hatte, behauptet er vor Camel, dass er mit Aurore geschlafen hatte. Weil Aurores Bekannte Hervé am nächsten Tag in der Schule verprügeln, da er die Finger von Aurore lassen soll, rettet diese ihn wiederum. Vor aller Augen küsst sie ihn, was zu Spekulationen führt, so heißt es am Ende, dass Aurore jeden für zehn Euro küssen würde. Aurore erfährt dies während eines Rollenspiels, an dem sie mit Hervé und seinen Freunden teilnimmt. Sie verlässt das Spiel empört. Hervé glaubt, dass sie mit ihm Schluss gemacht hat, und testet seine durch Aurore gewonnenen neuen Erkenntnisse über Frauen: Schon nach kurzer Zeit findet er eine neue Freundin und bemerkt erst jetzt, dass Aurore ihn nie verlassen wollte. Hin- und hergerissen will er sich wieder für sie entscheiden, doch kann sie ihm nur noch ihre Freundschaft anbieten. Am Ende bleibt Hervé mit seiner neuen Freundin zusammen, ist jedoch weiterhin gut mit Aurore befreundet. Auch Camel hat endlich seine erste Freundin gefunden, wie auch Hervés Mutter im Vater des Schulkameraden endlich einen festen Partner zu haben scheint.

## Produktion
Jungs bleiben Jungs war das Regiedebüt von Riad Sattouf, der bis dahin als Comiczeichner gearbeitet hatte. Er war zudem am Drehbuch beteiligt, das teilweise autobiografisch ist, und schrieb die Filmmusik. In einem Cameo-Auftritt war er als Pornoakteur zu sehen. Der Film wurde im Herbst 2008 in Paris und Rennes gedreht. Als Schule von Hervé diente das Collège Madame de Sévigné in Gagny. Die Kostüme schuf Mimi Lempicka, die Filmbauten stammen von Marie Cheminal.
Der Film erlebte am 17. Mai 2009 auf den Internationalen Filmfestspielen von Cannes im Rahmen der Reihe Quinzaine des réalisateurs seine Premiere. Er lief am 10. Juni 2009 in den französischen Kinos an, wo er von rund 909.000 Besuchern gesehen wurde. In Deutschland war der Film ab 1. Juli 2010 in den Kinos zu sehen und erschien im Oktober 2010 auf DVD.

## Kritik
Der film-dienst befand, dass Jungs bleiben Jungs mal eine „erfrischend authentische Exkursion in die Untiefen der Pubertät, mal eine zotige Teenie-Komödie [sei]“, jedoch „trotz seiner eigenständigen, ungeschminkt-rauen Optik inhaltlich nicht über einschlägige Hollywood-Genrevorbilder hinaus[kommt]“. Für den Spiegel war der Film ein „verständnisvolles und derb komisches Außenseiterporträt“ sowie ein „liebevoller und ungeschönter Blick auf Teenagernöte“. „Ein ehrlicher, aber auch recht klischeehafter Blick in die Niederungen der Pubertät“, befand hingegen Cinema.

## Auszeichnungen
Riad Sattouf und Anne-Dominique Toussaint erhielten bei der 35. César-Verleihung 2010 den Preis für das Beste Erstlingswerk. Noémie Lvovsky wurde für einen César in der Kategorie Beste Nebendarstellerin nominiert, während Vincent Lacoste eine César-Nominierung als Bester Nachwuchsdarsteller erhielt. Vincent Lacoste und Anthony Sonigo gewannen einen Prix Lumières als Beste Nachwuchsdarsteller. Im Jahr 2010 erhielt Riad Sattouf einen Étoile d’Or für das beste Filmdebüt und war zudem für einen weiteren Preis für den besten Film nominiert.